# Dennis DuVal
Dennis DuVal (Westbury, Nueva York, 31 de marzo de 1952) es un exjugador de baloncesto estadounidense que jugó durante 2 temporadas en la NBA, y otras dos en la CBA. Con 1,90 metros de estatura, lo hacía en la posición de escolta.

## Trayectoria deportiva

### Universidad
Jugó durante cuatro temporadas con los Orangemen de la Universidad de Syracuse, en las que promedió 18,7 puntos, 4,3 rebotes y 3,7 asistencias por partido. En sus dos últimas temporadas lideró a su equipo en anotación, con 19,6 y 20,6 puntos respectivamente, y en 1974 fue ilcluido en el tercer quinteto del All-American.

### Profesional
Fue elegido en la trigésima posición del Draft de la NBA de 1974 por Washington Bullets, y también por Denver Rockets en la segunda ronda del draft de la ABA, fichando por los primeros. Allí jugó una única temporada, y contando muy poco para su entrenador K.C. Jones. En 36 partidos en los que fue alineado promedió 1,6 puntos.
Al finalizar la temporada fue despedido, marchándose a jugar a los Long Island Sounds de la CBA, donde permaneció hasta que fichó como agente libre por Atlanta Hawks en enero de 1976. Tampoco tuvo demasiadas oportunidades en la que sería su última incursión en la NBA, ya que solo jugó 13 partidos, mejorando sus estadísticas hasta llegar a los 2,8 puntos y 1,5 asistencias por encuentro. Jugó una temporada más en la CBA, antes de retirarse definitivamente.

## Estadísticas de su carrera en la NBA

### Temporada regular
| Temporada | Edad | Equipo     | Liga | P  | TIT | MIN  | TC  | TCA | %TC  | 3P | 3PA | %3P | TL  | TLA | %TL  | R.OF. | R.DEF. | REB | ASIS | ROB | TAP | PER | FP  | PTS |
| 1974-75   | 22   | Washington | NBA  | 37 |     | 3.7  | 0.6 | 1.8 | .369 |    |     |     | 0.3 | 0.5 | .667 | 0.2   | 0.4    | 0.6 | 0.4  | 0.4 | 0.1 |     | 0.9 | 1.6 |
| 1975-76   | 23   | Atlanta    | NBA  | 13 |     | 10.0 | 1.2 | 3.3 | .349 |    |     |     | 0.5 | 0.7 | .667 | 0.1   | 0.5    | 0.6 | 1.5  | 0.5 | 0.2 |     | 1.2 | 2.8 |
| Total     |      |            | NBA  | 50 |     | 5.3  | 0.8 | 2.2 | .361 |    |     |     | 0.4 | 0.5 | .667 | 0.2   | 0.4    | 0.6 | 0.7  | 0.4 | 0.1 |     | 1.0 | 1.9 |

### Playoffs
| Temporada | Edad | Equipo     | Liga | P | MIN | TCA | TC | 3PA | 3P | TLA | TL | R.OF. | REB | ASIS | ROB | TAP | PER | FP | PTS | %TC  | %3P | %FT  | MIN | PTS | REB | AST |
| 1974-75   | 22   | Washington | NBA  | 5 | 14  | 3   | 9  |     |    | 1   | 2  | 0     | 3   | 3    | 0   | 0   |     | 1  | 7   | .333 |     | .500 | 2.8 | 1.4 | 0.6 | 0.6 |
| Total     |      |            | NBA  | 5 | 14  | 3   | 9  |     |    | 1   | 2  | 0     | 3   | 3    | 0   | 0   |     | 1  | 7   | .333 |     | .500 | 2.8 | 1.4 | 0.6 | 0.6 |

## Vida posterior
Tras retirarse, ejerció como oficial de policía en Siracusa, llegando a ser nombrado Comisario en 2001. Se jubiló en 2004, tras 26 años en el departamento.